# Національний музей (Варшава)
Національний музей у Варшаві (пол. Muzeum Narodowe w Warszawie) — один з найбільших музеїв Польщі. Зареєстрований в Державному реєстрі музеїв.

## Відомості
Заснований 1862 року як «Музей витончених мистецтв» (Muzeum Sztuk Pięknych) після прийняття Ухвали про публічне виховання в Польському королівстві. До 1916 року музей розділяв будівлю зі Школою витончених мистецтв. Початкову колекцію музею складали картини і гравюри школи мистецтв та урядової бібліотеки, пізніше музей розширювався завдяки приватним пожертвуванням громадян і колекціям.
В 1916 музей був взятий на баланс містом і отримав назву національного (narodowy) і включив до себе колекції ряду інших музеїв і організацій, поступово охопивши твори різних видів і жанрів мистецтва. В 1926 було розпочато будівництво нової будівлі для музею, яка відкрилася 1938 року.
В роки німецької окупації музей був перейменований на «Музей міста Варшава» (Museum der Stadt Warschau), значна кількість експонатів була знищена або вивезена до Німеччини, хоча значну частину робітникам музею вдалося врятувати. У повоєнні роки зусиллями керівника музею — проф. Лоренца, колекції музею були повернені з Німеччини і примножені новими надбаннями.
На початок XXI століття Національний музей має до 780 000 експонатів у постійних галереях, зокрема це колекції стародавнього і середньовічного мистецтва, картини польських та іноземних художників, колекції ювелірних виробів, східних мистецтв, сучасного польського мистецтва, польського та європейського декоративного мистецтва, а також багато тимчасових виставок.

## Галерея

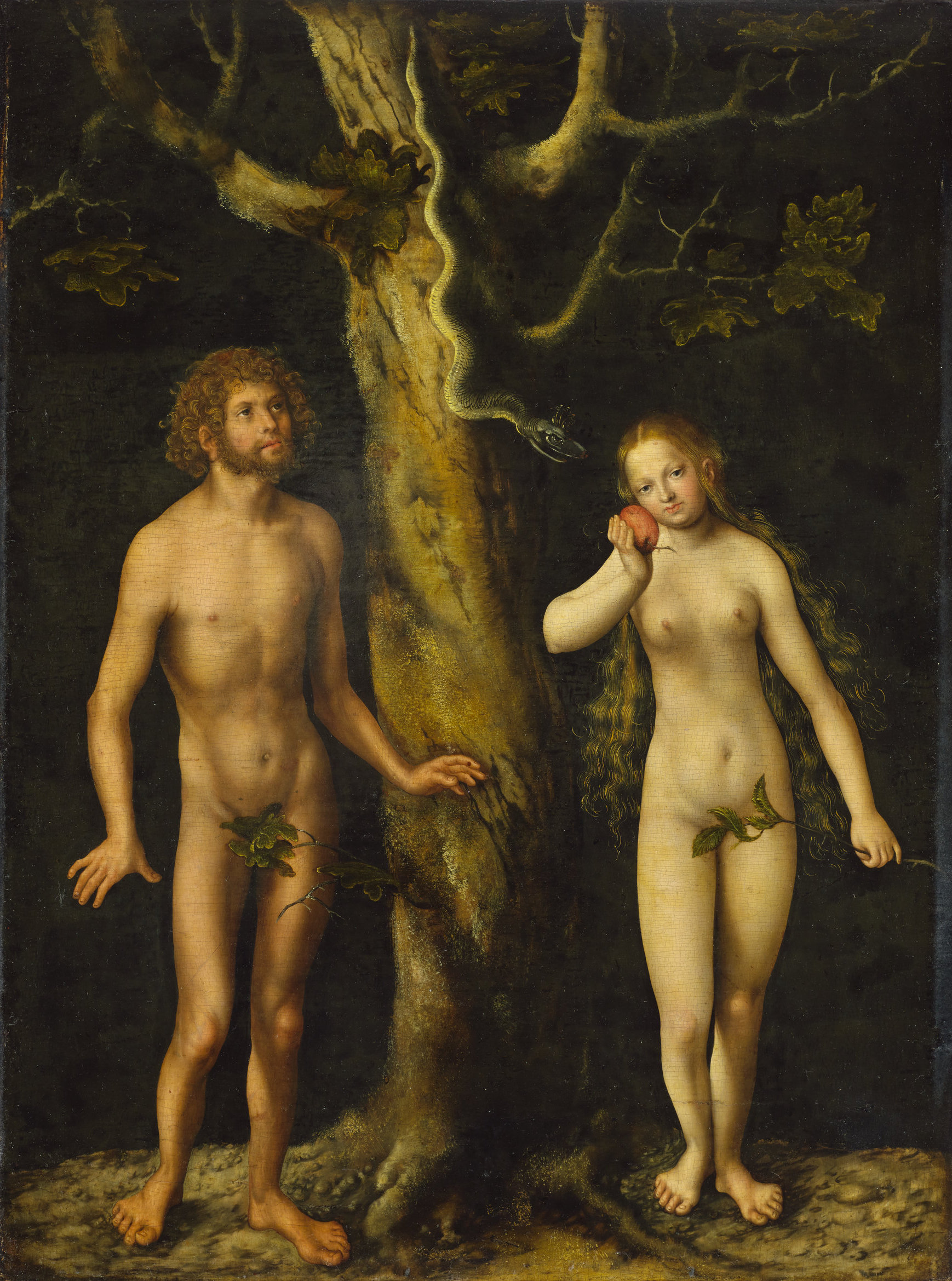
Адам і Єва, Лукас Кранах Старший
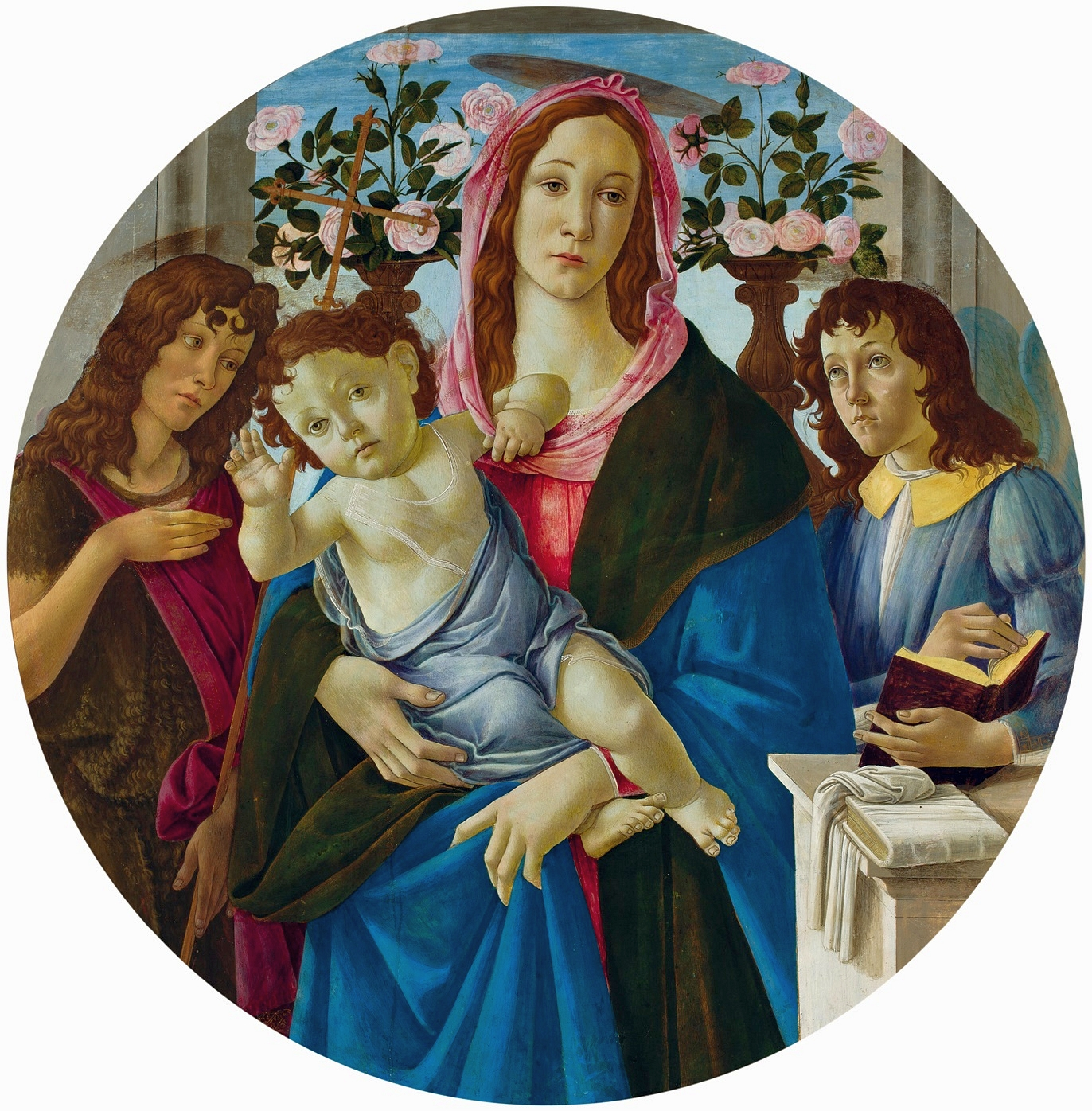
Мадонна і дитина, Сандро Боттічеллі
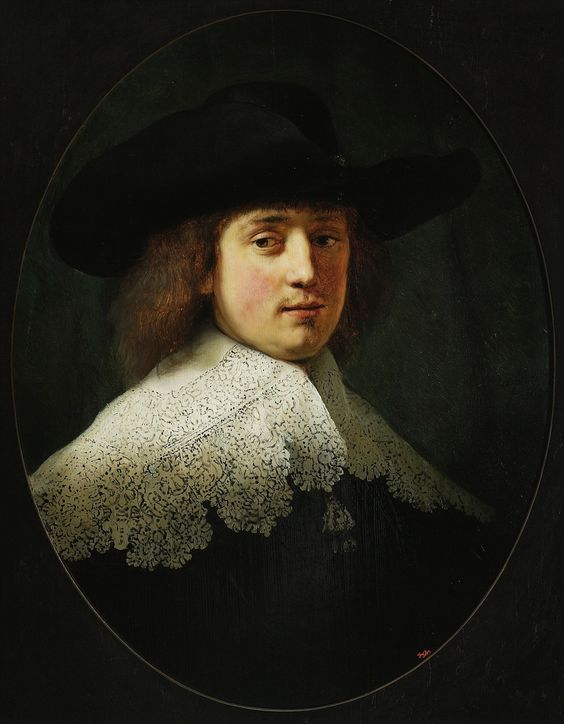
Мертен Солманс, Рембрандт
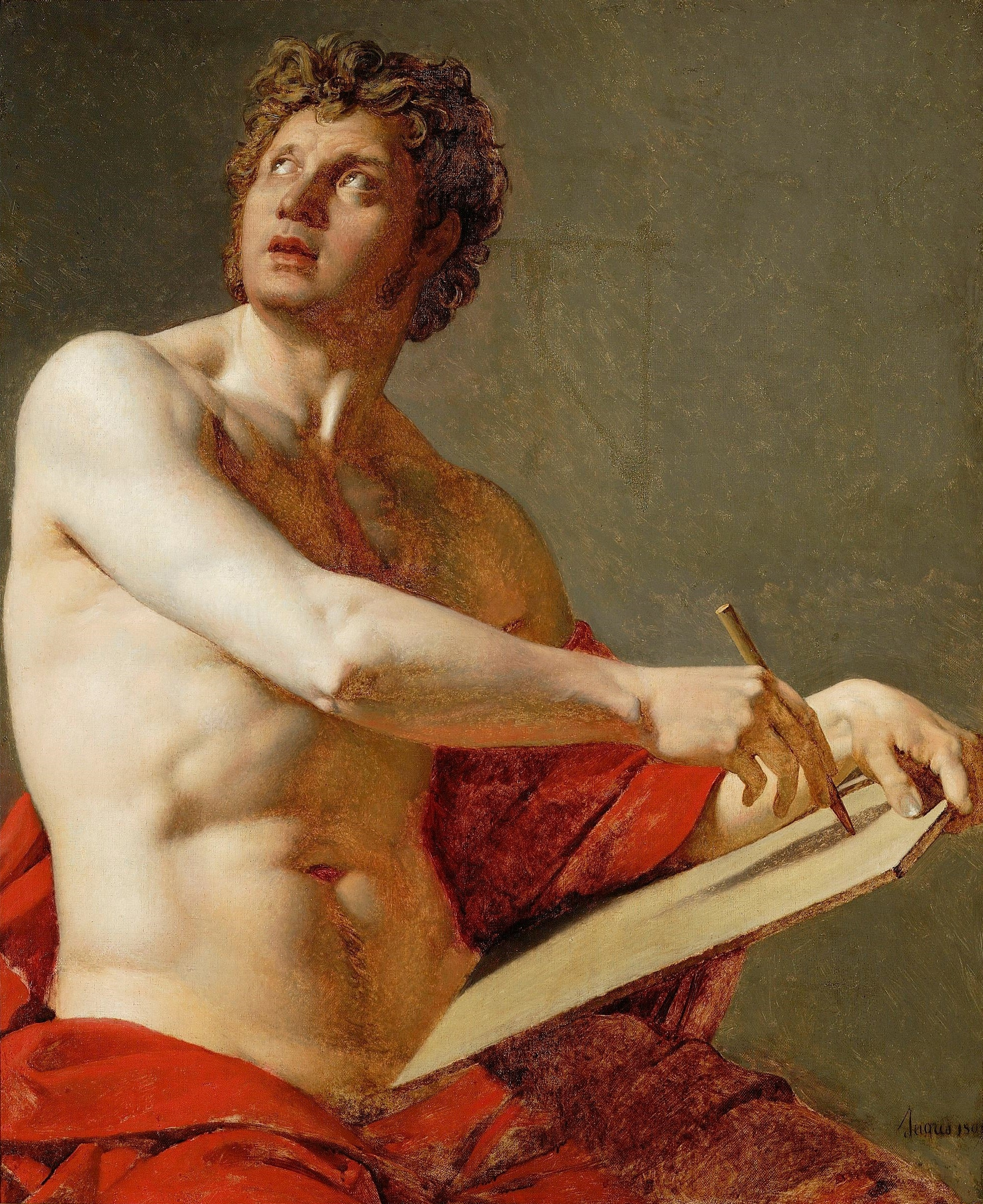
Академічне дослідження, Жан-Огюст-Домінік Енгр
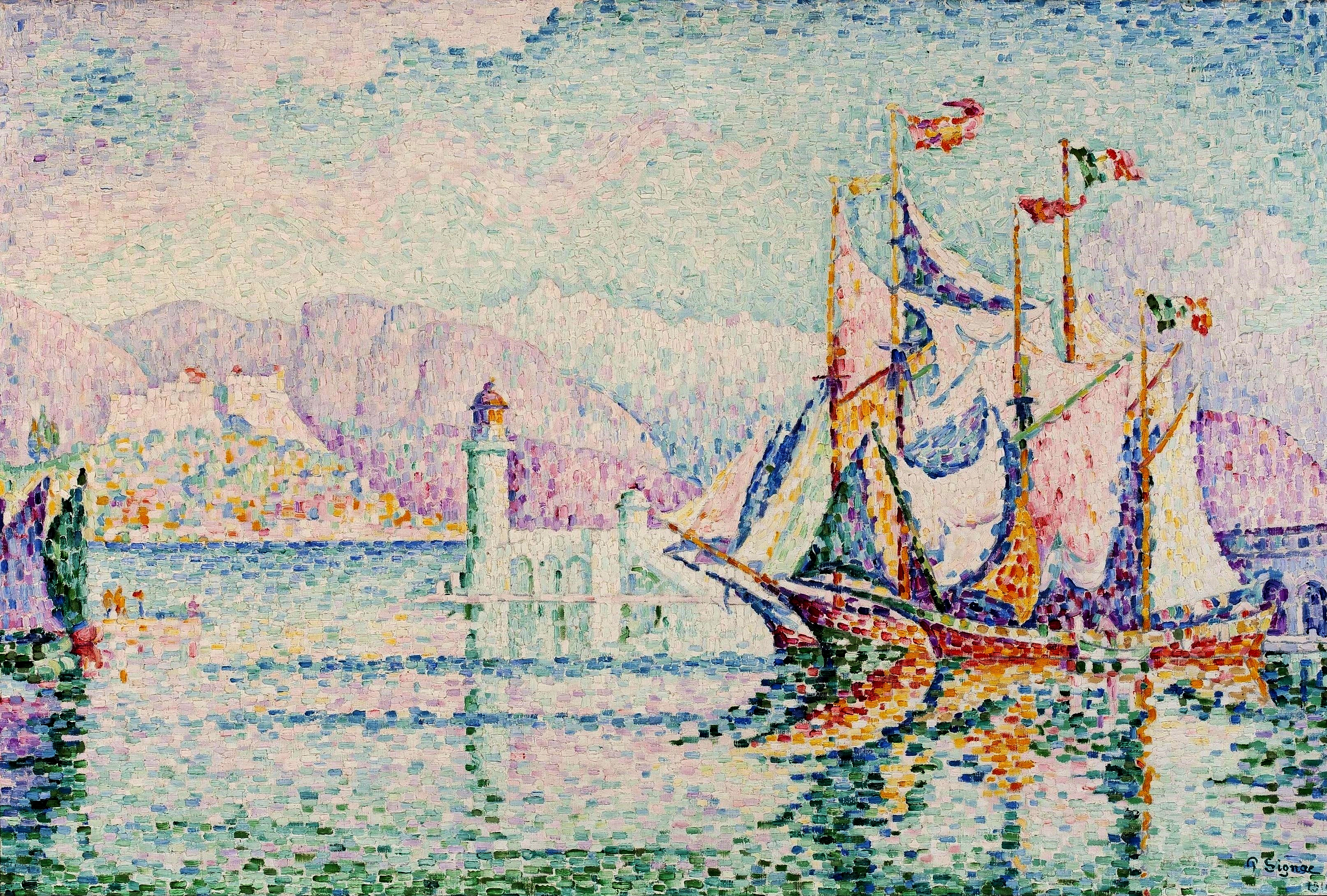
Антиби — Ранок, Поль Сіньяк
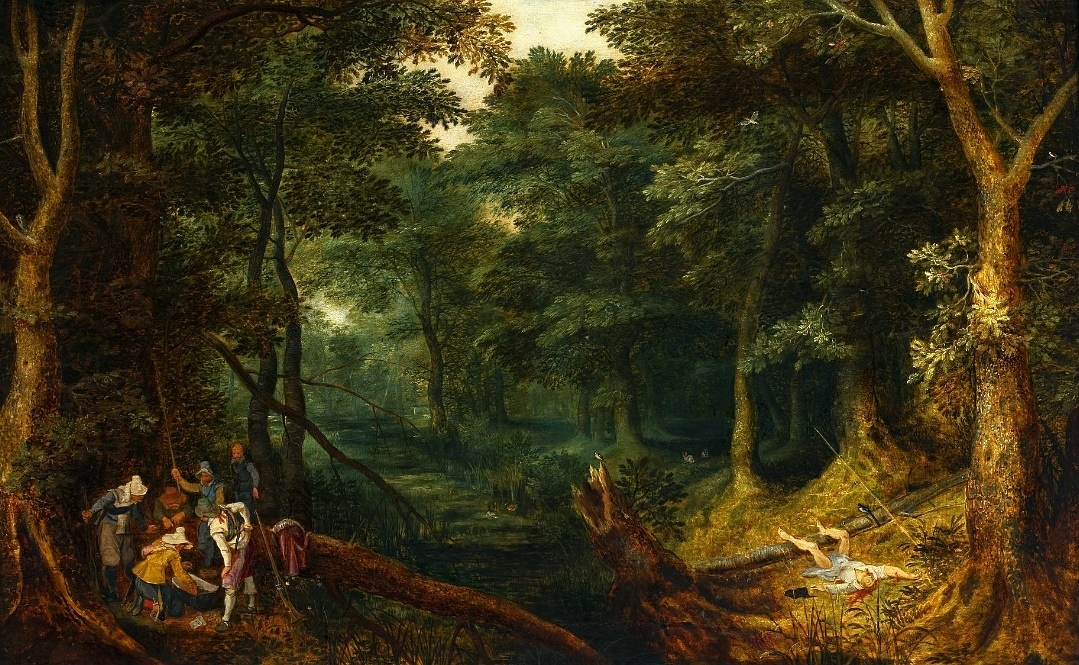
Пейзаж з грабіжниками, Ян Брейгель Старший
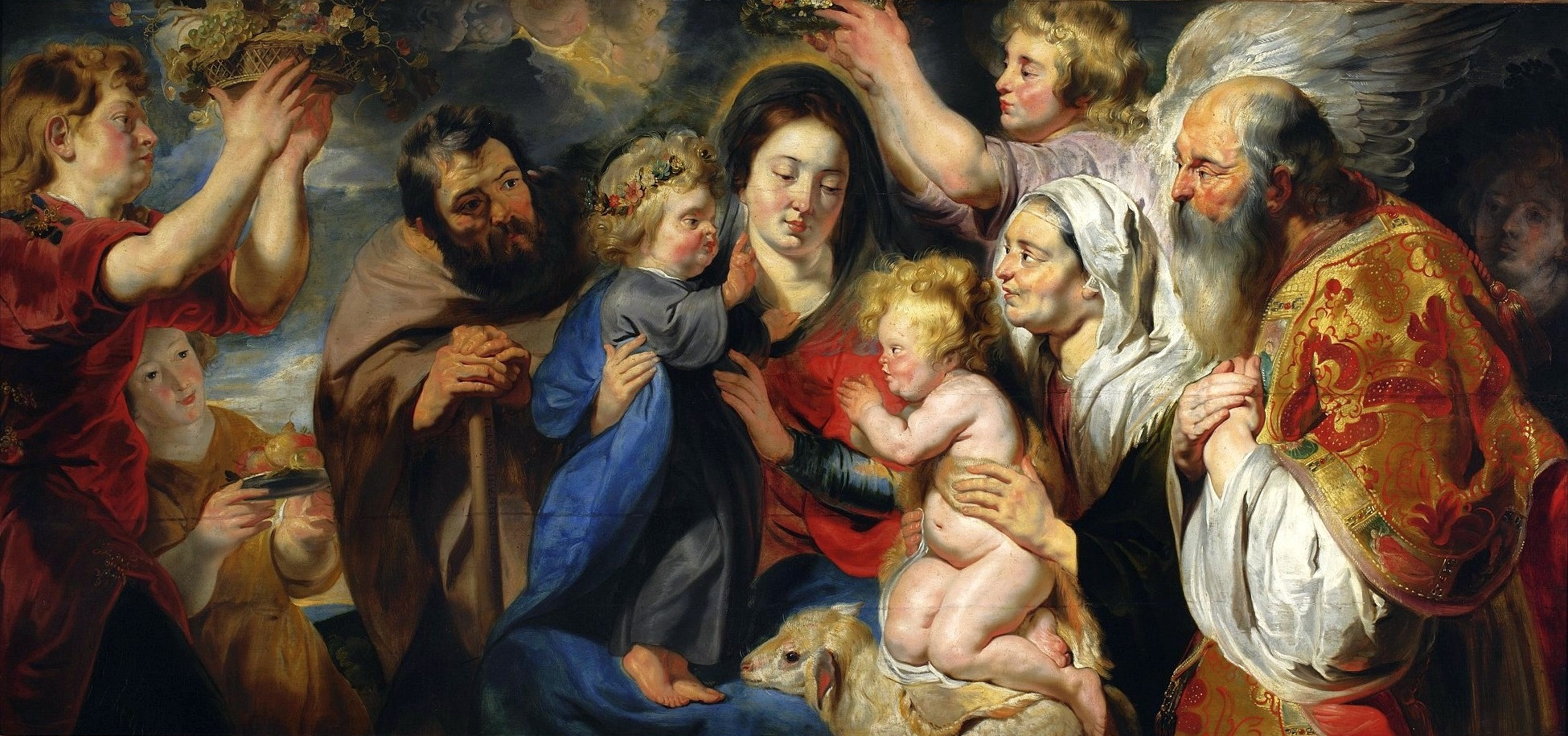
Свята родина зі святим Іваном, Якоб Йорданс
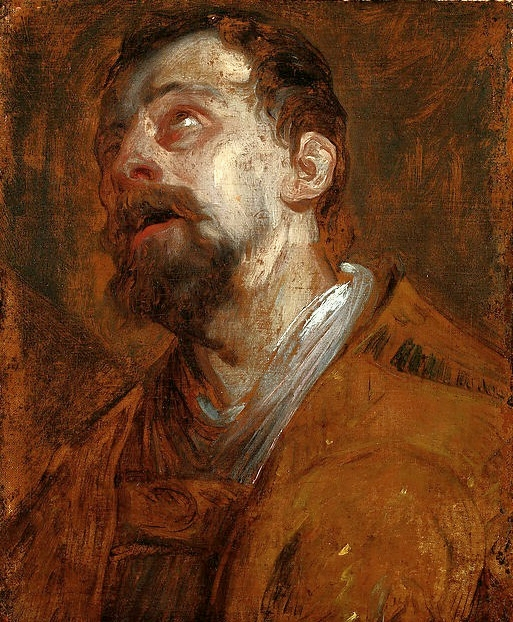
Святий, Ентоні ван Дайк
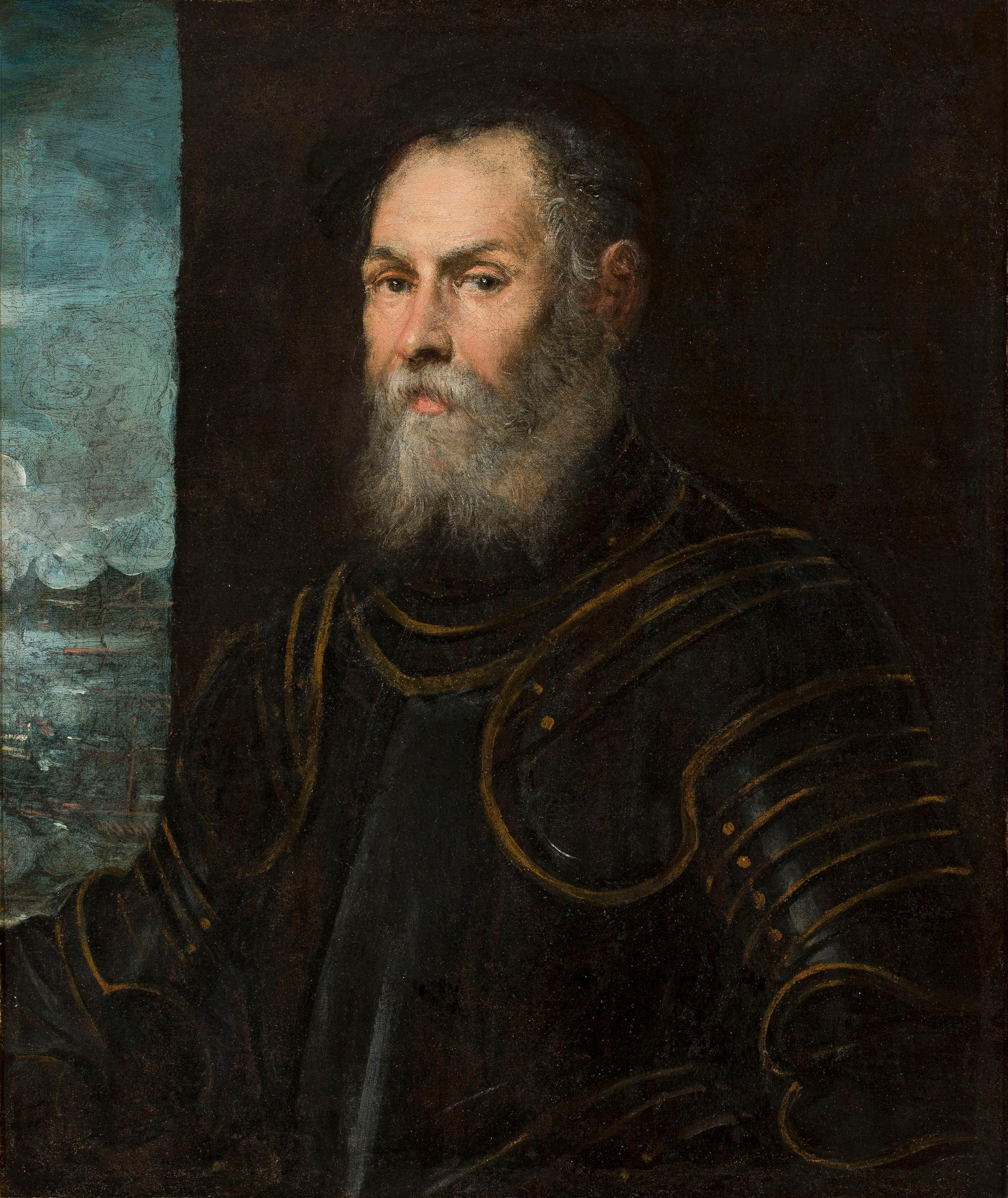
Портрет венеційського адмірала, Тінторетто
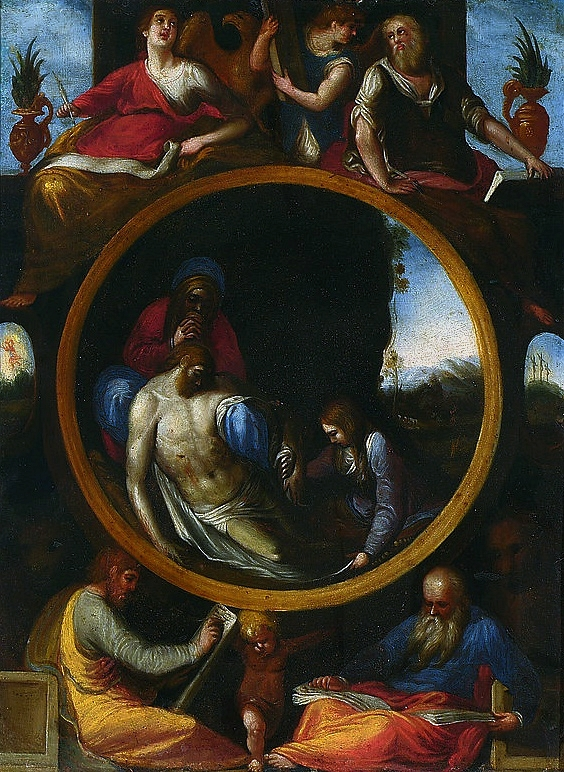
Оплакування Христа, Денис Кальверт

Польський живопис
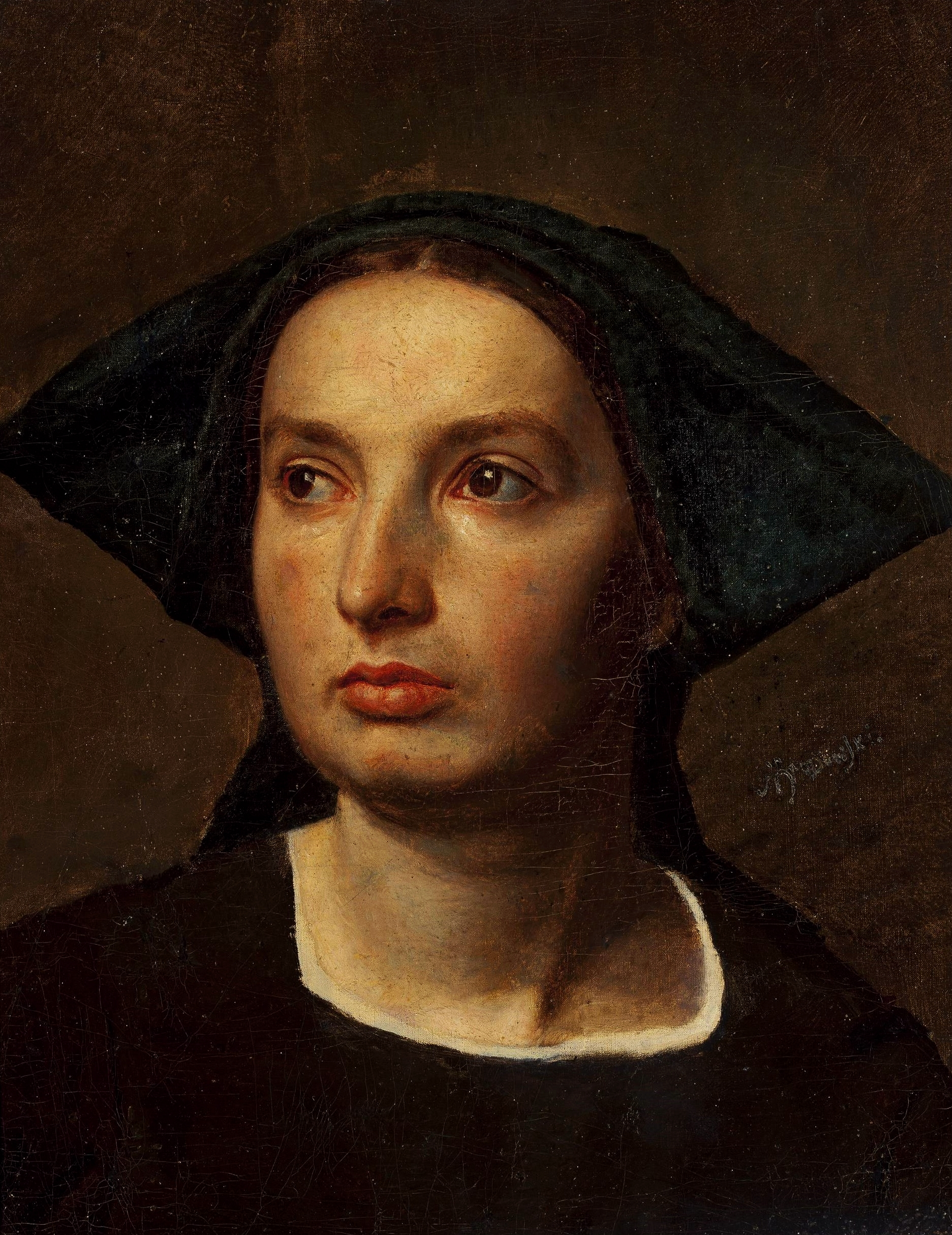
Портрет жінки, Антоній Бродовський
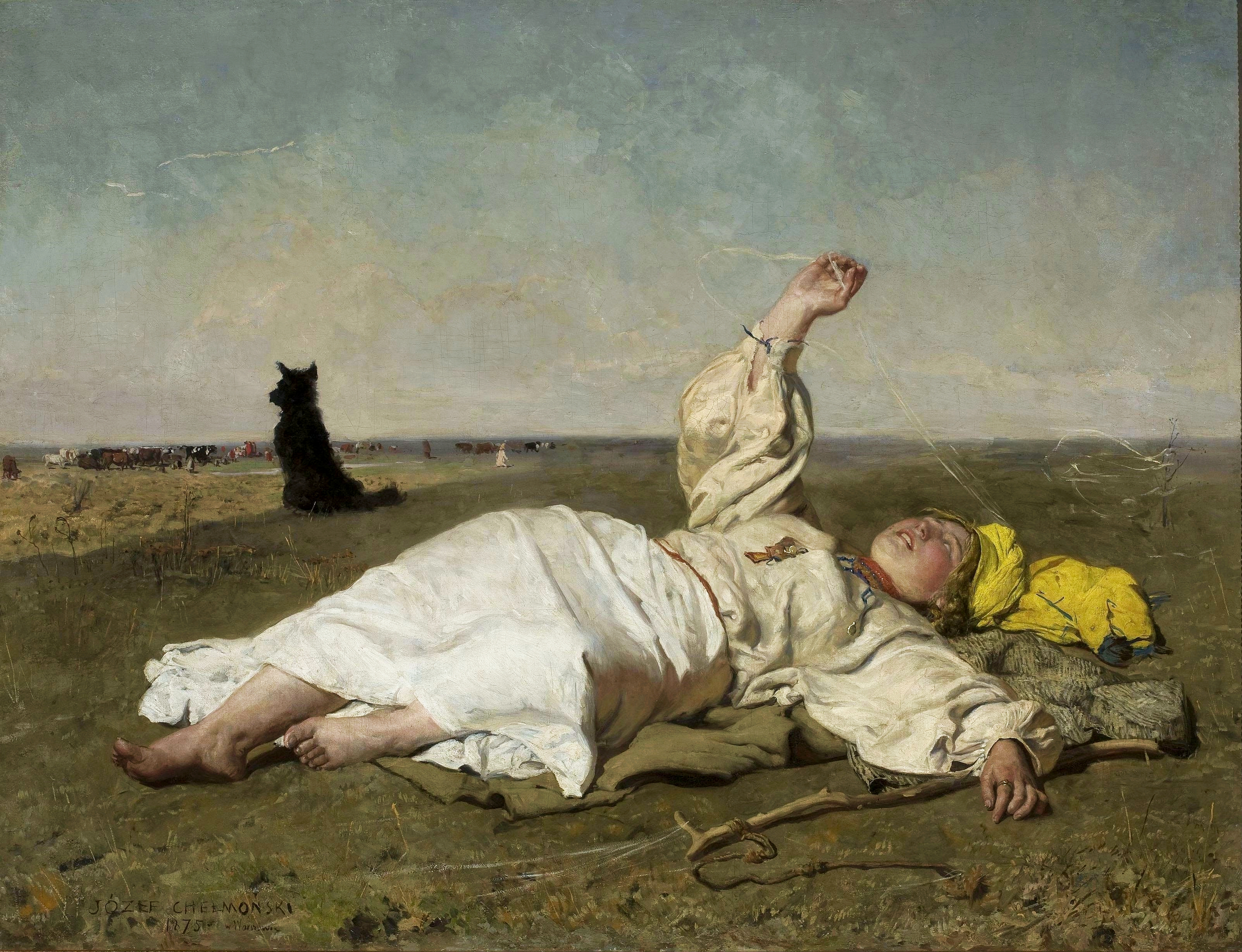
Бабине літо, Юзеф Хелмонський
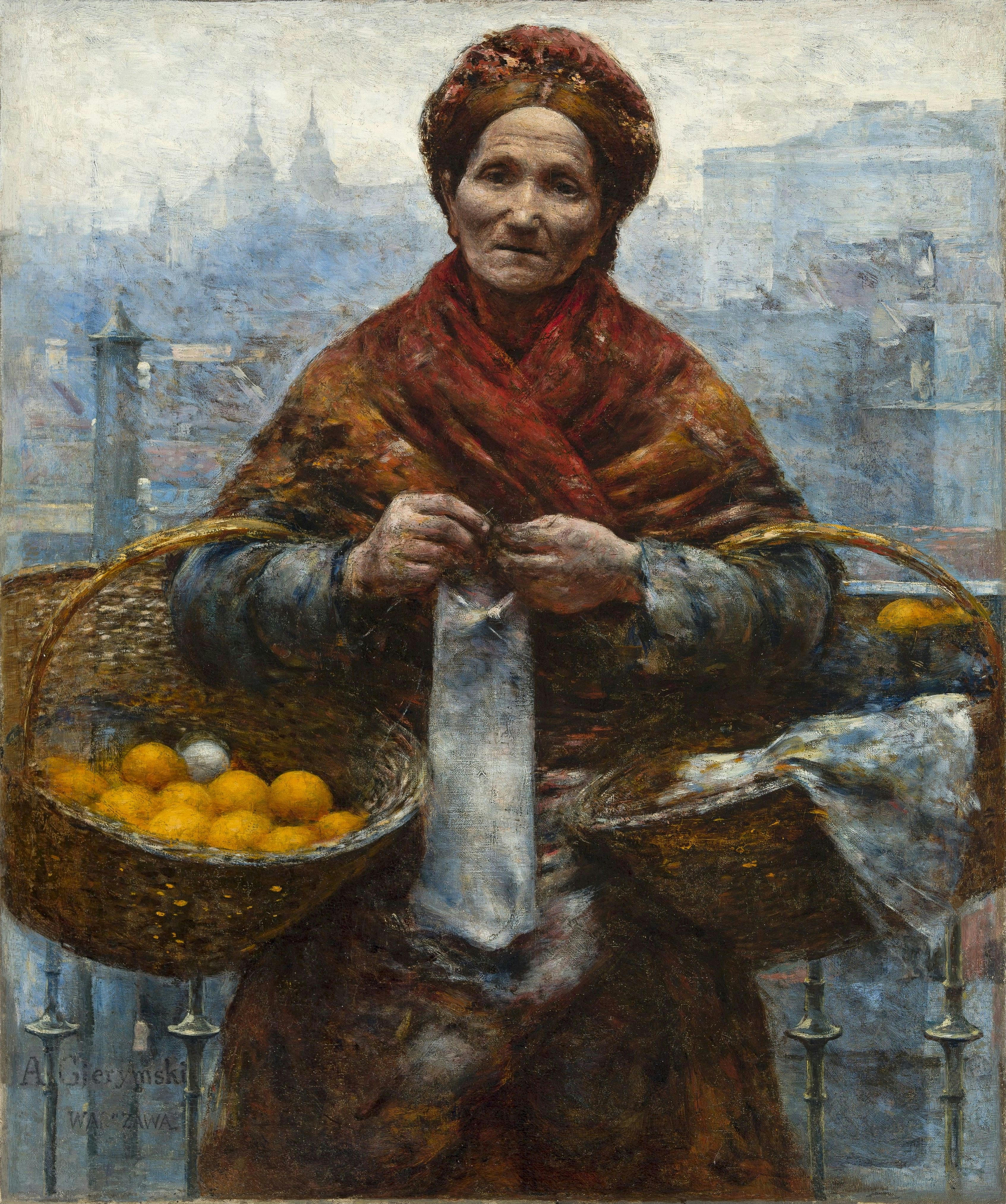
Перекупка з апельсинами, Александр Ґеримський
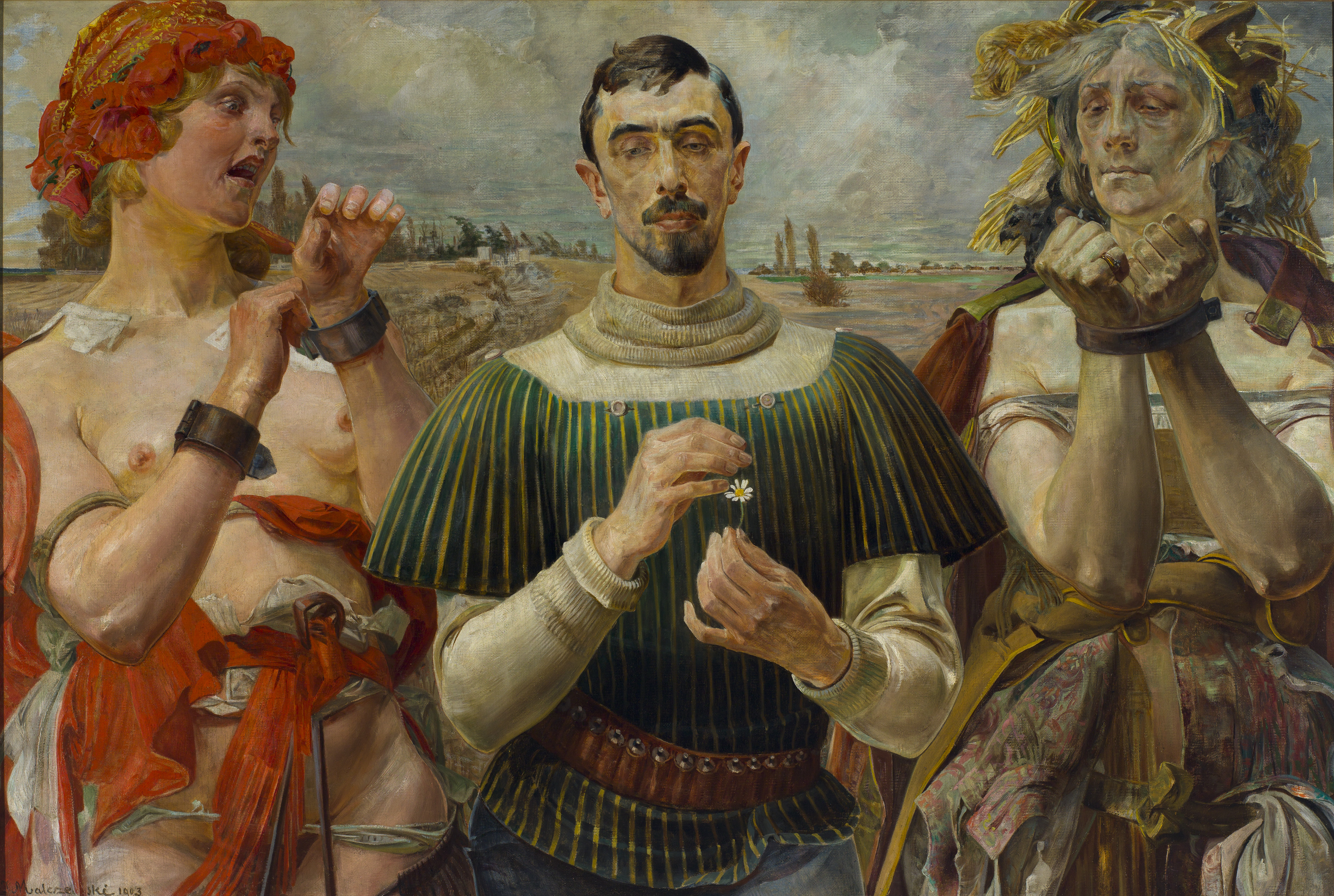
Польський Гамлет, Яцек Мальчевський
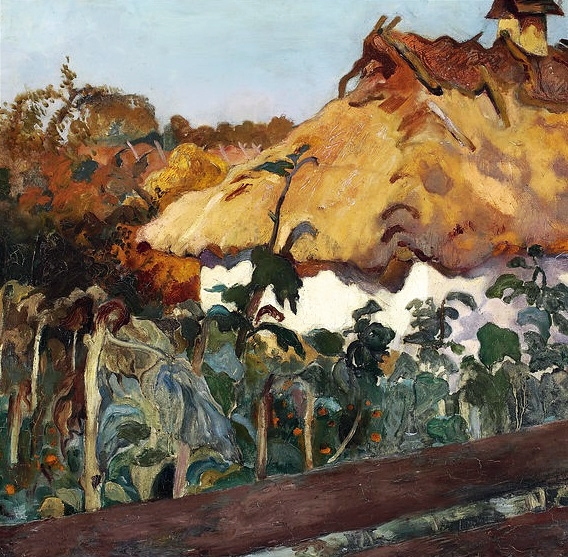
Котедж, Казимир Сіхульський